# Carcinarachne brocki
Carcinarachne brocki là một loài nhện trong họ Thomisidae. Chúng được Joachim Schmidt miêu tả năm 1956, thường xuất hiện ở Ecuador.